# Kajirō Yamamoto
Kajirō Yamamoto (山本 嘉次郎?, Yamamoto Kajirō; Tokyo, 15 marzo 1902 – Tokyo, 21 settembre 1974) è stato un regista, sceneggiatore e attore giapponese, conosciuto soprattutto per le sue commedie e i suoi film di guerra oltre che per il fatto di essere stato lo scopritore ed il mentore di Akira Kurosawa.

## Biografia
Nato a Tokyo, frequentò la Keio University e proprio durante gli anni universitari nacque la sua passione per il cinema. La sua prima esperienza cinematografica fu una partecipazione di attore nel 1921, che causò l'ira e il rinnego della sua famiglia che per lui aveva altri progetti. Continuò a lavorare come attore e saltuariamente come aiuto regista per la Nikkatsu fino al 1924, quando fece il suo esordio in regia.
Nel 1934 passò alla PCL dove si fece un nome dirigendo le commedie interpretate da Ken'ichi Enomoto, in seguito la PCL cambiò nome diventando l'attuale Toho e Yamamoto ebbe l'opportunità di girare gli apprezzati Tsuzurikata kyōshitsu e Uma con la famosa attrice Hideko Takamine, entrambi grandi successi di critica e pubblico.
Negli anni seguenti si specializzò nei film di guerra dirigendone diverse decine, nel corso della sua carriera ha diretto 62 film tra il 1926 e il 1967.

## Il rapporto con Akira Kurosawa
Akira Kurosawa ha sempre avuto un grande rispetto per l'opera di Yamamoto, arrivando a definirlo il suo mentore, infatti tra il 1936 e il 1943 Kurosawa fu assistente regista di Yamamoto in 17 pellicole prima di iniziare una propria carriera. Nel 1946 il maestro e l'allievo dirigeranno insieme il film Asu o tsukuru hitobito, scritto da Yamamoto.
Si consiglia la lettura del libro scritto da A.Kurosawa "L'ultimo samurai - Quasi un'autobiografia", dove spicca la figura di K. Yamamoto anche come grande addestratore dei suoi assistenti alla regia, tanto da definirlo il più grande dei suoi maestri (Capitolo "Una lunga storia - parte 1" pg.142). Un metodo usato da Yama-san (il signor Yama), racconta Kurosawa, era portare i propri assistenti a vedere i film, una volta usciti nelle sale, "...e, indicando con il dito quello che avevamo fatto, ci diceva: "Non sarebbe stato meglio farlo in quest'altro modo? " e pazientemente ci spiegava perché......".

## Filmografia parziale

### Regista
- Enoken no Kondō Isami (エノケンの近藤勇) (1935)
- Enoken no Chakkiri Kinta (エノケンのちゃっきり金太) (1937)
- Tsuzurikata Kyōshitsu (綴方教室) (1938)
- Uma (馬) (1941)
- Hawai Mare oki kaisen (ハワイ・マレー沖海戦) (1942)
- Katō Hayabusa Sentōtai (加藤隼戦闘隊) (1944)
- I costruttori di domani (明日を作る人々, Asu o tsukuru hitobito) (1946)
- Shin baka jidai: Zenpen (新馬鹿時代 前篇) (1947)

### Sceneggiatore
- I costruttori di domani (明日を作る人々, Asu o tsukuru hitobito) (1946)